# Prima ti sposo poi ti rovino
Prima ti sposo, poi ti rovino (Intolerable Cruelty) è un film del 2003 diretto dai fratelli Coen con protagonisti George Clooney e Catherine Zeta-Jones. Prodotto dai due fratelli con Brian Grazer per la Universal, il film è una commedia romantica sul tema del divorzio considerato dai fan dei Coen poco più che un lavoro di routine. Nel cast compaiono Geoffrey Rush, Cedric the Entertainer, Edward Herrmann, Paul Adelstein e Billy Bob Thornton.

## Trama
Miles Massey è un avvocato di successo, specializzato in diritto matrimoniale, e famoso per i suoi inattaccabili contratti prematrimoniali, conosciuti come "Prematrimoniale Massey". La sua clientela è costituita dal jet set di Los Angeles, dove donne avide sposano uomini detestabili ma ricchissimi al solo scopo di mettere le mani sul loro patrimonio.
Rex Rexroth, miliardario del settore immobiliare, si rivolge a Miles per una causa di divorzio: ha tradito sua moglie Marilyn, la quale ha un filmato del marito in compagnia dell'amante. Sebbene i due coniugi avessero concordato un matrimonio aperto, Marilyn vuole il divorzio. Massey la convoca col suo avvocato, per una riunione di mediazione e, nonostante la sua professionalità, rimane ammaliato dalla donna, che a sua volta non è indifferente al suo fascino.
Marilyn non ha mai amato suo marito: per lei il matrimonio era solo un "investimento", infatti il suo obiettivo è sempre stato quello di divorziare da Rex e ottenere metà dei suoi beni, mentre Rex non intende lasciarle niente. Il caso va in tribunale e Rex riesce a mantenere tutto il suo patrimonio per merito di Miles che, grazie ad un testimone a sorpresa, manda in fumo il piano di Marilyn, facendola passare per una manipolatrice e un'avida arrampicatrice sociale.
Marilyn adesso è una donna divorziata senza soldi; si fa ospitare a casa della sua amica Sara, ma non si arrende, pronta ad accalappiare un altro ricco. Intanto Massey, pur sentendosi realizzato nella carriera, capisce di non esserlo altrettanto nella vita privata: la sua esistenza ruota solo attorno al lavoro. 
Riceve poi una visita di Marilyn accompagnata da Howard, un nuovo fidanzato, un ricco texano rozzo ma gentile. Hanno in programma di sposarsi e Marilyn, in segno di buona fede, vuole che Massey rediga uno dei suoi famosi contratti prematrimoniali, per salvaguardare il patrimonio di Howard in caso di divorzio. Massey, pur dispiaciuto dal fatto che Marilyn abbia già in mente di sposare un altro uomo, e sorpreso dal suo improvviso cambiamento, la avvisa che, se Howard sarà protetto da uno dei suoi contratti prematrimoniali, lei non potrà mai mettere le mani sui suoi soldi, se medita realmente di divorziare anche da lui.
Massey presenzia al matrimonio, faticando a nascondere il suo disappunto per la scelta di Marilyn. Ma, dopo la cerimonia, Howard, come gesto d'amore, strappa il contratto prematrimoniale davanti a tutti gli ospiti, dichiarando di fidarsi ciecamente della moglie: adesso non c'è più nulla che possa proteggerlo da lei. Massey ritrova il suo buon umore, capendo che Marilyn ha manipolato Howard e che, a breve, divorzierà anche da lui, portandogli via metà del patrimonio. Ora è fiducioso sul fatto di avere ancora una possibilità di conquistare Marilyn.
Sei mesi dopo, Massey è a Las Vegas per un convegno di avvocati divorzisti, e incontra Marilyn che, com'era prevedibile, ha appena divorziato da Howard ottenendo la metà dei suoi beni: finalmente è diventata una donna ricca, ma dice di non essere soddisfatta come credeva. Lei e Miles cenano insieme, confrontando le loro vite: entrambi hanno inseguito solo il successo e il denaro, ma ora hanno capito di aver mancato gli obiettivi più importanti, avendo capito che la loro è una vita senza amore. Marilyn inoltre è sconvolta perché ha saputo che la sua amica Sara (un'altra cacciatrice di dote) è morta ricca ma sola. Alla fine, Marilyn e Miles decidono di sposarsi subito. Miles firma per lei uno dei suoi famosi contratti prematrimoniali, per farle capire che la ama sinceramente e che non vuole il suo denaro. Durante la notte di nozze lei lo strappa, per dimostrargli che ha piena fiducia nel loro amore.
Il giorno dopo, quando prende la parola al convegno, Miles sorprende i presenti condannando la loro (e sua) professione, dichiarando di non aver fatto altro che fomentare il disprezzo e l'ostilità fra coniugi, col solo scopo di ottenere un profitto. Adesso Miles, innamorato della moglie, ha capito quanto l'amore sia importante, e dichiara di aver deciso di lasciare la professione per dedicarsi al volontariato. Stranamente, il suo discorso fa breccia negli induriti colleghi, e viene accolto con un applauso. 
La felicità di Massey è destinata a durare poco. Mentre è al bar, vede in televisione una soap opera con Howard tra i protagonisti: capisce che non era un miliardario, ma un semplice attore, ed il suo matrimonio con Marilyn era solo una messa in scena. Era Massey la "preda" che lei aveva preso di mira fin dall'inizio, inscenando un falso matrimonio per fargli credere di avere ottenuto l'indipendenza economica e fargli abbassare la guardia. Ora si ritrova ad avere sposato una donna che a breve divorzierà da lui, portandogli via i suoi beni, visto che non c'è nessun contratto prematrimoniale. Anche la storia della morte di Sara è stata inventata, per abbindolarlo. 
Massey è costretto a vivere a casa di un collega, dato che Marilyn gli ha portato via la sua villa. In realtà Marilyn si è già pentita di aver ingannato Miles, avendo capito di amarlo veramente, ma il suo cinismo non le permette di dare spazio ai sentimenti. Massey, invece, si rivolge a un killer su commissione, affidandogli l'incarico di uccidere la donna.
Nel cuore della notte, Massey riceve una notizia dall'avvocato di Rex. Questi è morto all'improvviso e, in questo modo, la situazione cambia radicalmente: infatti Rex aveva nominato Marilyn unica beneficiaria del suo immenso patrimonio, e non aveva ancora modificato i termini del testamento dopo il divorzio. Dunque ora Marilyn è miliardaria e Massey non è più contrattualmente obbligato a cederle i suoi beni dato che la donna è molto più ricca di lui, e vulnerabile anche, avendo strappato il contratto prematrimoniale. Dal momento che non è più necessario uccidere Marilyn, Massey si precipita a casa sua per fermare il killer, ignaro che la sua vita è in pericolo: il killer infatti si è fatto comprare da Marilyn e cerca di eliminarlo, uccidendosi invece accidentalmente.
Marilyn e il suo avvocato si presentano allo studio di Miles per un accordo di mediazione, ed entrambi provano vergogna per le loro azioni. Nonostante tutto si amano ancora e, avendo capito che solo un gesto di fiducia può salvare il loro amore, Miles le mostra uno dei suoi contratti prematrimoniali: vuole continuare a stare con lei, e le spiega che, grazie al documento non avrà mai accesso al suo denaro. Lei, avendo capito di potersi fidare veramente di Miles e che lui non vuole i suoi soldi, strappa il contratto. I due si baciano, finalmente pronti a stare veramente insieme.

## Curiosità
Prima ti sposo poi ti rovino, è stato il primo film dei fratelli Coen a essere tratto da altri autori. In origine, una prima versione della sceneggiatura era stata scritta da Robert Ramsey e Matthew Stone da un soggetto originale di John Romano. I Coen riscrissero il copione quando entrarono a fare parte del progetto come registi e co-produttori.
Questo film segna la seconda collaborazione di Clooney con i fratelli Coen (dopo Fratello, dove sei?).
Catherine Zeta Jones è approdata sul set appena qualche giorno dopo aver terminato le riprese di Chicago, già incinta di qualche mese.
La giudice nera nella scena del primo divorzio di Marylin si chiama Marva Munson, come l'affittacamere protagonista di Ladykillers, il successivo film dei fratelli Coen.
Non accreditato nei titoli, Bruce Campbell appare brevemente in un cameo come attore della soap opera al fianco di Billy Bob Thornton. Campbell, aveva già recitato per i Coen in Mister Hula Hoop.
L’argomento principale del film è la stipula di accordi prematrimoniali blindati. Un paio di anni prima delle riprese, Catherine Zeta-Jones fu al centro delle cronache proprio per l’accordo prematrimoniale stipulato con il marito Michael Douglas.
Il film, nonostante il budget cospicuo, è considerato dai fan dei fratelli Coen un lavoro minore rispetto agli altri titoli della loro filmografia, e ingiustamente bollato come un’innocua commedia romantica al servizio di due divi.

## Distribuzione
Il film fu distribuito nelle sale cinematografiche di Stati Uniti e Canada il 10 ottobre 2003 incassando 35.327.628 dollari, un risultato deludente paragonato al budget di produzione da recuperare di 60.000.000, mentre sul mercato estero ha avuto invece successo con un incasso di 85.473.615 dollari. A livello mondiale, il film ha incassato 120.801.243 dollari e, successivamente, ha avuto un ottimo riscontro nel mercato dell'home video. In Italia, dopo essere stato visto in anteprima al Festival di Venezia, è uscito nei cinema il 17 ottobre 2003.

## Riconoscimenti
- 2004 - Empire Awards
  - Nomination Miglior regia a Joel e Ethan Coen
- 2004 - Golden Trailer Awards
  - Nomination Miglior film romantico
  - Nomination Miglior colonna sonora